# Fusillade de Bnei Brak
La fusillade de Bnei Brak est survenue le 29 mars 2022 lorsque cinq personnes ont été tuées lors d'une série de fusillades en voiture dans la ville israélienne de Bnei Brak.

## Déroulement
L'attaque a commencé vers 20 h 0, heure locale, lorsqu'un homme a commencé à tirer sur les balcons des appartements. Le tireur a ensuite pris pour cible un passant de la rue HaShnaim, tuant deux piétons dans une épicerie et un automobiliste,. Il a ensuite essayé de tirer sur un autre résident, mais l'arme s'est bloquée.
Il s'est ensuite dirigé vers la rue Herzl où il a tué un homme qui tentait de protéger son bébé. Le tireur s'est engagé dans une fusillade avec deux policiers qui ont été appelés pour l'affronter, au cours de laquelle il est mort. Un officier a été amené au centre médical Rabin (en) où il est décédé des suites de ses blessures.
L'attaque est survenue peu de temps après qu'un homme a tué quatre personnes à Beer Sheva et que deux terroristes de l'État islamique ont tué deux policiers à Hadera. Les trois attaques ont tué 11 personnes au total, ce qui en fait l'attaque terroriste la plus meurtrière du pays depuis l'attaque de la synagogue de Jérusalem en 2014.

## Auteur
L'agresseur a été identifié par la police comme étant un palestinien de Ya'bad. Le Times of Israel a rapporté qu'il était un homme de 26 ans nommé Diaa Hamarsheh. Selon le Jerusalem Post, il était un affilié du Fatah qui avait été emprisonné en 2015 pour des accusations de soutien au terrorisme ainsi que de trafic d'armes.
En 2011, Hamarsheh avait prévu de commettre un attentat suicide et établi des contacts avec des responsables du Hamas et du Jihad islamique palestinien pour obtenir de l'aide. Le plan s'est effondré après qu'un membre du JIP a dénoncé Hamarsheh à la police.

## Conséquences
Le Premier ministre israélien Naftali Bennett a publié une déclaration condamnant l'attaque et annoncé des mesures de sécurité renforcées au cours des jours suivants.
Le Hamas et le mouvement du Jihad islamique palestinien ont tous deux félicité l'attaque.
Neil Wigan (en) et Dimiter Tzantchev, respectivement ambassadeurs britannique et européen en Israël, ont été les premiers représentants étrangers à condamner les meurtres.
Le président de l'Autorité nationale palestinienne Mahmoud Abbas a déclaré que "le meurtre de civils palestiniens et israéliens ne fait que détériorer la situation" dans un communiqué officiel. Le président français Emmanuel Macron a également condamné l'attaque et a déclaré que ses pensées allaient "aux victimes et à leurs proches". Abdallah II de Jordanie a publié une condamnation le jour suivant.
L'ambassade d'Ukraine en Israël a confirmé les informations selon lesquelles les deux piétons tués à l'épicerie étaient des ressortissants ukrainiens et a demandé instamment que "la montée en puissance de la violence et du terrorisme [...] [soit] stoppée". L'attaque a également reçu une dénonciation de l'ambassade de Turquie à Tel-Aviv.
À Beyrouth, au Liban, les partisans du Hezbollah ont célébré la fusillade dans les rues et des bonbons ont été distribués pour célébrer l'attaque de Bnei Brak.